# Église Saint-Paul de Massy
L'église Saint-Paul est une église paroissiale de culte catholique, dédiée à Paul de Tarse, située dans la commune française de Massy et le département de l'Essonne.

## Situation
Cette église est située à l'angle de l'avenue de France et de l'avenue des Canadiens.

## Historique
En 1960, l’abbé Coindreau créa une première chapelle Saint-Paul, avenue Saint-Marc.
Comme cet emplacement devait être réutilisé pour le bâtiment, elle fut en 1964 temporairement déplacée vers une chapelle provisoire Saint-Pierre, dans le parc Descartes.
Les travaux de l'église précédente, située à l'actuel emplacement de l'opéra de Massy, commencèrent en 1963 et elle fut consacrée le 9 février 1964 par Monseigneur Renard, évêque de Versailles.
L'église actuelle fut mise en service en 1990 .

## Description